# Gattman
Gattman es una villa del Condado de Monroe, Misisipi, Estados Unidos. Según el censo de 2000 tenía una población de 114 habitantes y una densidad de población de 78.6 hab/km².

## Demografía
Según el censo de 2000, había 114 personas, 50 hogares y 34 familias residiendo en la localidad. La densidad de población era de 78,6 hab./km². Había 53 viviendas con una densidad media de 36,5 viviendas/km². El 95,61% de los habitantes eran blancos y el 4,39% afroamericanos. 
Según el censo, de los 50 hogares en el 22,0% había menores de 18 años, el 54,0% pertenecía a parejas casadas, el 10,0% tenía a una mujer como cabeza de familia y el 32,0% no eran familias. El 32,0% de los hogares estaba compuesto por un único individuo y el 10,0% pertenecía a alguien mayor de 65 años viviendo solo. El tamaño promedio de los hogares era de 2,28 personas y el de las familias de 2,79.
La población estaba distribuida en un 16,7% de habitantes menores de 18 años, un 9,6% entre 18 y 24 años, un 21,9% de 25 a 44, un 35,1% de 45 a 64 y un 16,7% de 65 años o mayores. La media de edad era 46 años. Por cada 100 mujeres había 86,9 hombres. Por cada 100 mujeres de 18 años o más, había 86,3 hombres.
Los ingresos medios por hogar en la localidad eran de 35.357 dólares ($) y los ingresos medios por familia eran 37.000 $. Los hombres tenían unos ingresos medios de 27.083 $ frente a los 18.750 $ para las mujeres. La renta per cápita para la ciudad era de 15.533 $. El 2,2% de la población y el 0,0% de las familias estaban por debajo del umbral de pobreza. El 0,0% de los menores de 18 años y el 11,8% de los habitantes de 65 años o más vivían por debajo del umbral de pobreza.

## Geografía
Según la Oficina del Censo de los Estados Unidos, la localidad tiene un área total de 1,5 km², todos ellos correspondientes a tierra firme.